# الحزب الاجتماعي الليبرالي (ساو تومي وبرينسيب)
الحزب الاجتماعي الليبرالي (بالبرتغالية: Partido Liberal Social‏) هو حزب سياسي في ساو تومي وبرينسيب. فشل الحزب في الفوز بأي مقاعد في الجمعية الوطنية بعد الانتخابات التي أجريت في 26 مارس 2006.
دعم الحزب فراديك دي مينيزيس في الانتخابات الرئاسية في 30 يوليو 2006. أعيد انتخابه بنسبة 60.58٪ من الأصوات.